# Mezőgyéres
Mezőgyéres románul: Ghirișu Român, falu Romániában, Erdélyben, Kolozs megyében.

## Fekvése
Az Erdélyi medencében, Mócstól nyugatra, a Kolozsvárra menő úton fekvő település.

## Története
Mezőgyéres, Gyéres nevét 1377-ben említette először oklevél p. Gerus néven.
Későbbi névváltozatai:: 1414-ben p. Geres, 1461-ben Geres nobilium, 1496-ban p. Geres,  1733: Géres, 1750: Giris, 1760–2: Oláh Gyéres, 1808-ban Gyéres (Oláh-), Gyirisu, 1861-ben Oláh-Gyéres, 1913-ban Mezőgyéres.
1430-ban Geres-en  részbirtokosok itt az Ősi Jankafiak, 1460-ban Szamosfalvi Gyerőfi László özvegyének 
Ilonának Geres-ből hitbért fizettek a Mócsiak. 1470-ben Gyrews-en részbittokos volt a Rődi Cseh család. 1496-ban a  Rődi Cseh, Szomordoki, Szentkirályi, Batizházi és más családok voltak birtokosai.
A trianoni békeszerződés előtt Kolozs vármegye Mocsi járásához tartozott.
1910-ben 468 lakosából 79 magyar, 389 román volt. Ebből 406 görögkatolikus, 52 református, 10 izraelita volt.

## Galéria

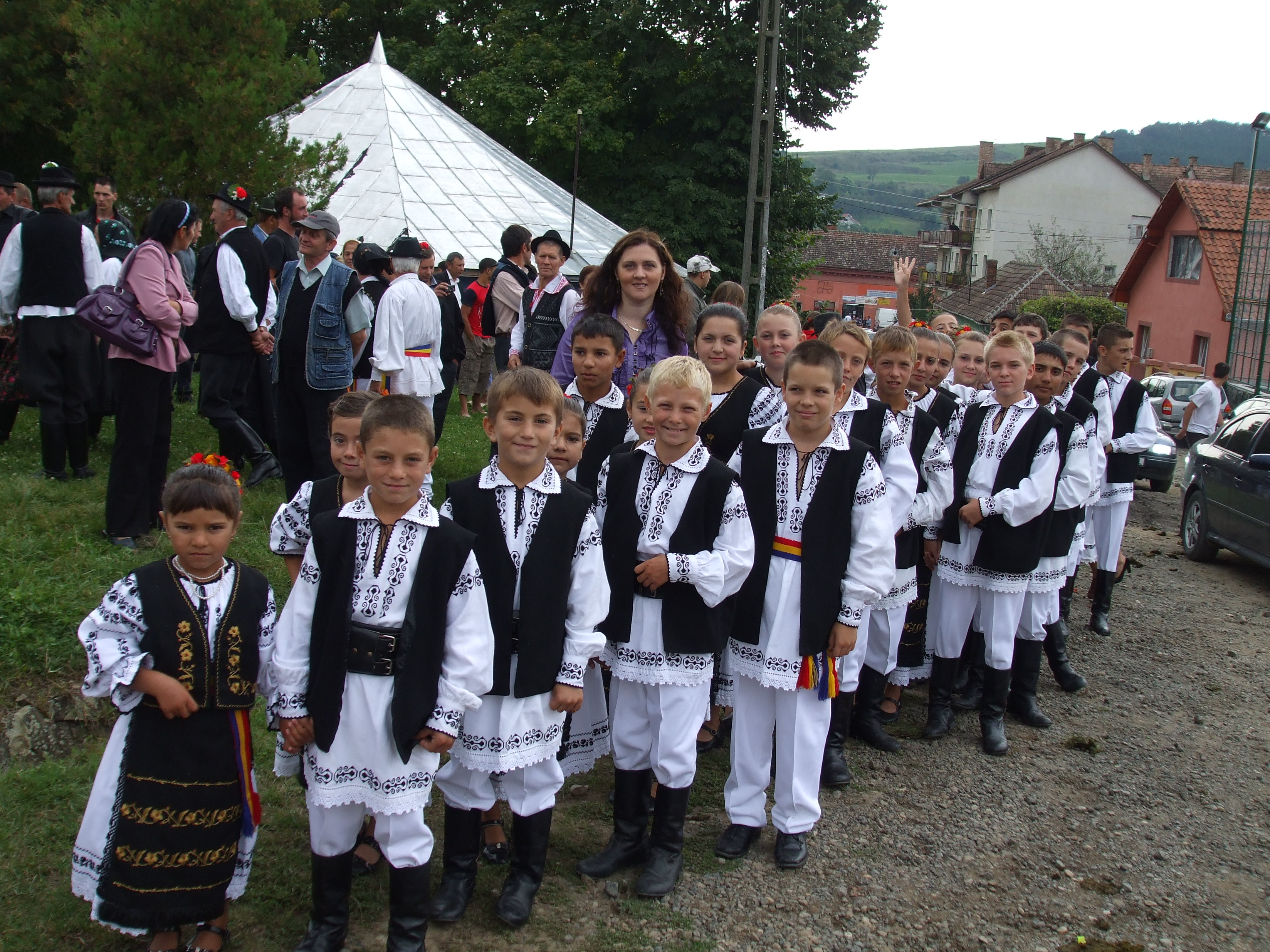
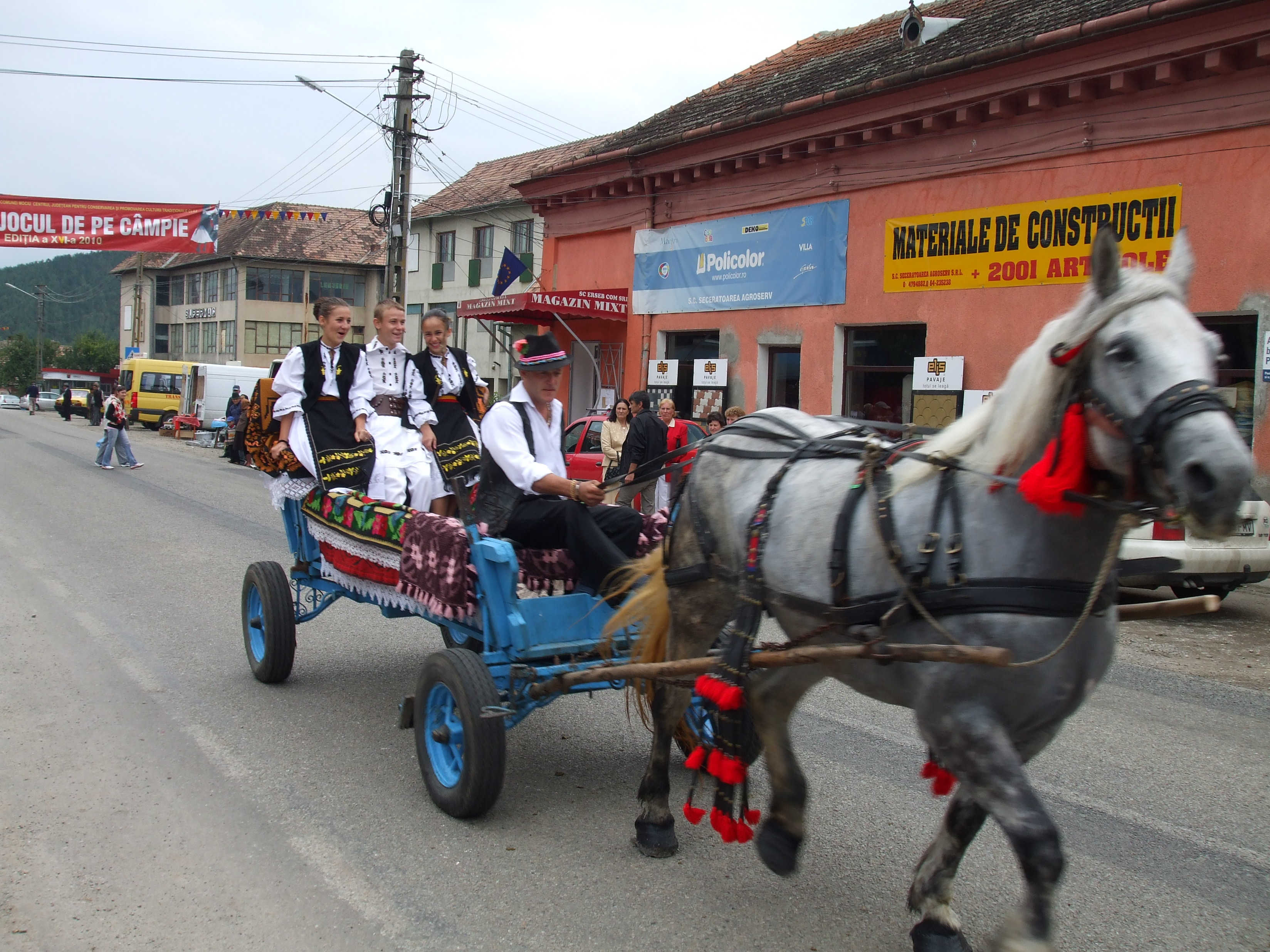